# Cadlina
Cadlina es un género de babosas de mar nudibranquio, sin concha, molusco gasterópodo perteneciente a la familia Cadlinidae.
La investigación reciente de R.F.Johnson en 2011 ha demostrado que Cadlina no pertenece a la familia Chromodorididae, por lo que se ha encuadrado en Cadlinidae. La familia Cadlinidae también incluye el género Aldisa Bergh, 1878

## Especies
El Registro Mundial de Especies Marinas reconoce las siguientes especies válidas en el género Cadlina:
- Cadlina abyssicola Valdés, 2001
- Cadlina affinis Odhner, 1934
- Cadlina dubia Edmunds, 1981
- Cadlina excavata  (Pruvot-Fol, 1951)
- Cadlina flavomaculata MacFarland, 1905 - Yellow-spot cadlina
- Cadlina georgiensis Schrödl, 2000
- Cadlina glabra Friele and Hansen, 1876
- Cadlina japonica  Baba, 1937
- Cadlina kerguelensis  Thiele, 1912
- Cadlina laevis (Linnaeus, 1767) - White Atlantic cadlina
- Cadlina limbaughorum Lance, 1962
- Cadlina luarna (Er. Marcus & Ev. Marcus, 1967)
- Cadlina luteomarginata MacFarland, 1905 - Yellow-edged cadlina
- Cadlina magellanica  Odhner, 1926
- Cadlina modesta MacFarland, 1966 - Modest cadlina
- Cadlina nigrobranchiata  Rudman, 1985
- Cadlina pacifica Bergh, 1879
- Cadlina pellucida  (Risso, 1826)
- Cadlina rumia Er. Marcus, 1955
- Cadlina scabriuscula (Bergh, 1890)
- Cadlina sparsa (Odhner, 1921) - Dark-spot cadlina
- Cadlina tasmanica Rudman, 1990
- Cadlina willani  Miller, 1980

Especies reclasificadas por sinonimia
- Cadlina berghi  Odhner, 1926  : aceptada como Cadlina sparsa (Odhner, 1921)
- Cadlina boscai Tejedo, 1994 : aceptada como Cadlina laevis (Linnaeus, 1767)
- Cadlina burnayi  Ortea, 1988  : aceptada como Tyrinna burnayi (Ortea, 1988)
- Cadlina clarae Ihering, 1880 : aceptada como Cadlina pellucida (Risso, 1826)
- Cadlina evelinae  Marcus, 1958  : aceptada como Tyrinna evelinae (Er. Marcus, 1958)
- Cadlina falklandica  Odhner, 1926  : aceptada como Cadlina magellanica Odhner, 1926
- Cadlina juvenca (Bergh, 1898) : aceptada como Tyrinna delicata (Abraham, 1877)
- Cadlina laevigata Odhner, 1926  : aceptada como Cadlina sparsa (Odhner, 1921)
- Cadlina marginata MacFarland, 1905 : aceptada como Cadlina luteomarginata McFarland, 1966
- Cadlina ornatissima  Risbec, 1928 : aceptada como Cadlinella ornatissima (Risbec, 1928)
- Cadlina repanda (Alder & Hancock, 1842) : aceptada como Cadlina laevis (Linnaeus, 1767)
- Cadlina sagamiensis Baba, 1937 : aceptada como Cadlinella sagamiensis (Baba, 1937)

## Galería

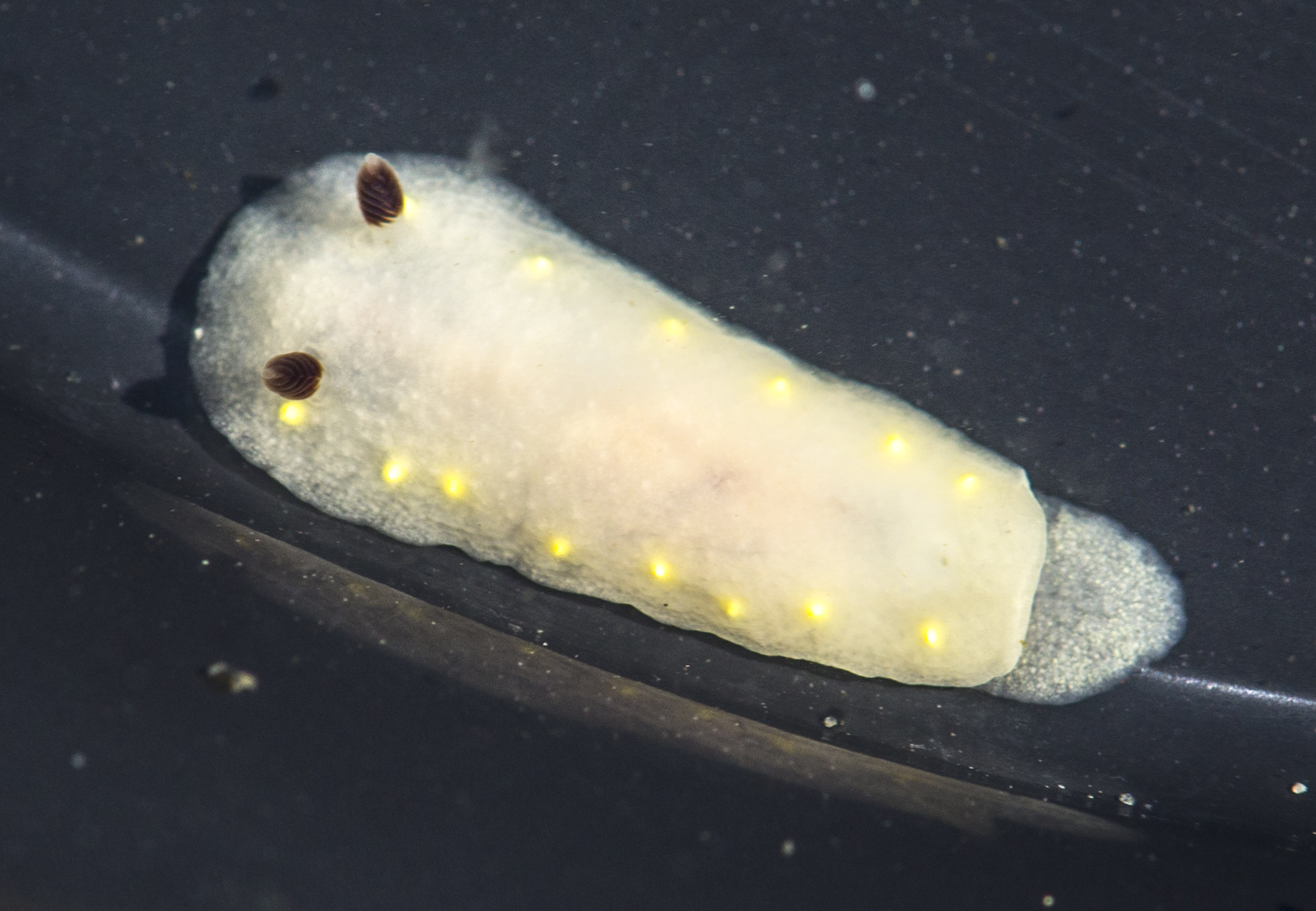
Cadlina flavomaculata
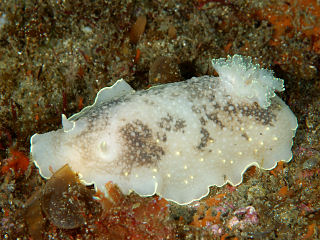
Cadlina japonica
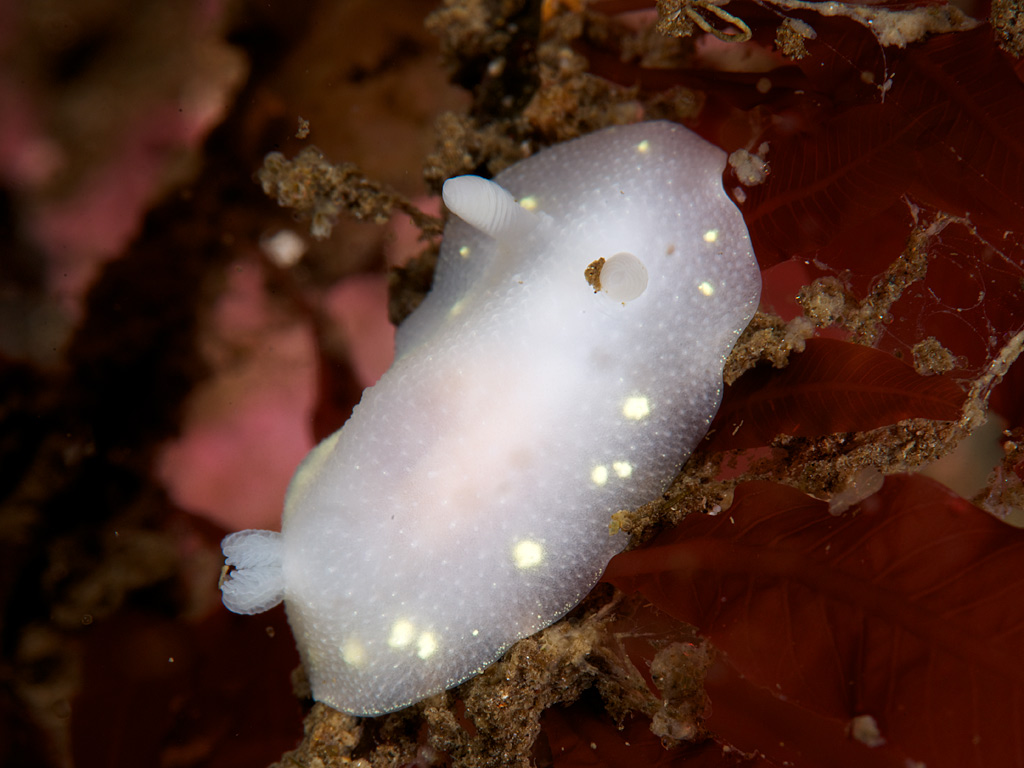
Cadlina laevis
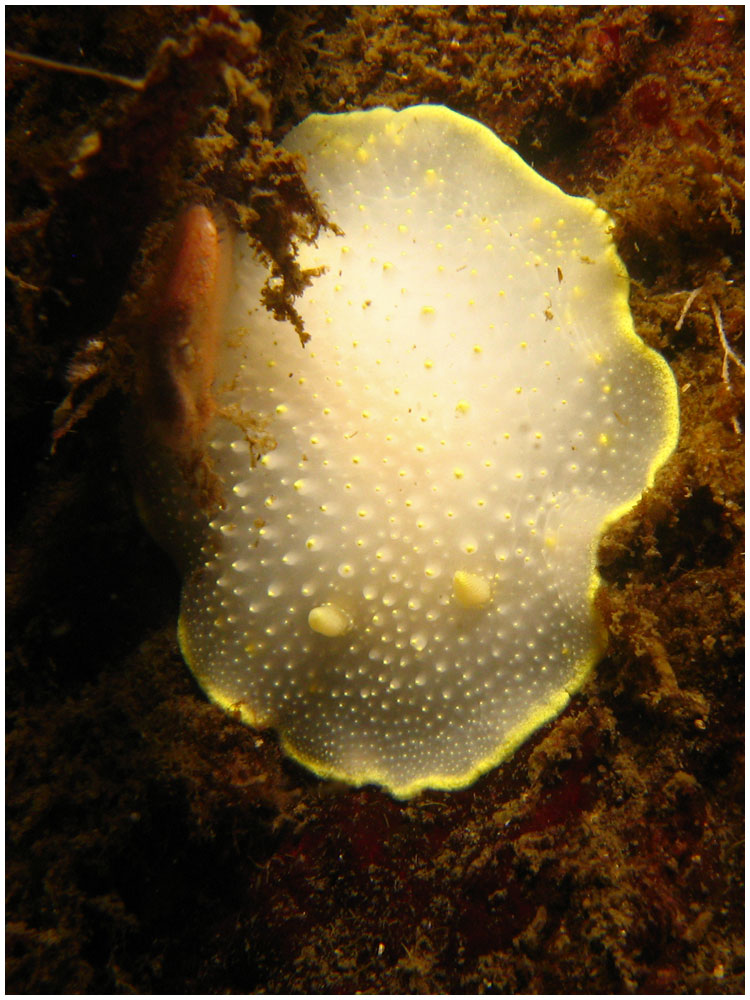
Cadlina luteomarginata
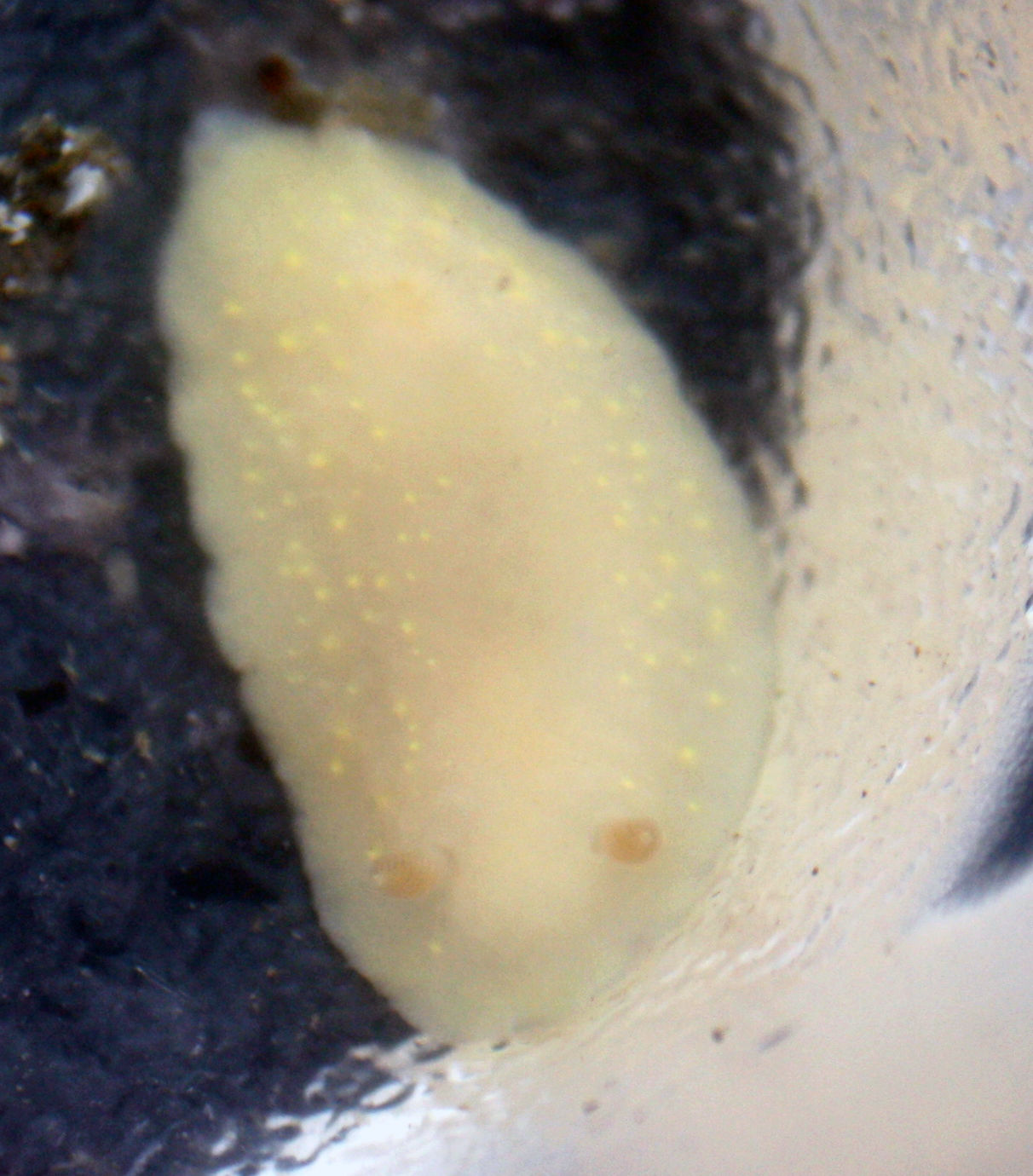
Cadlina modesta
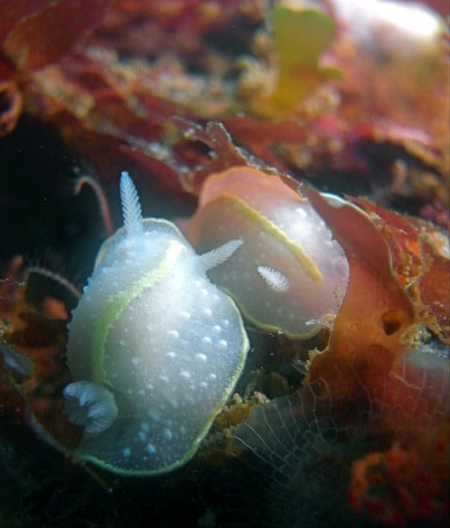
Cadlina willani